# Spartiacque continentale orientale

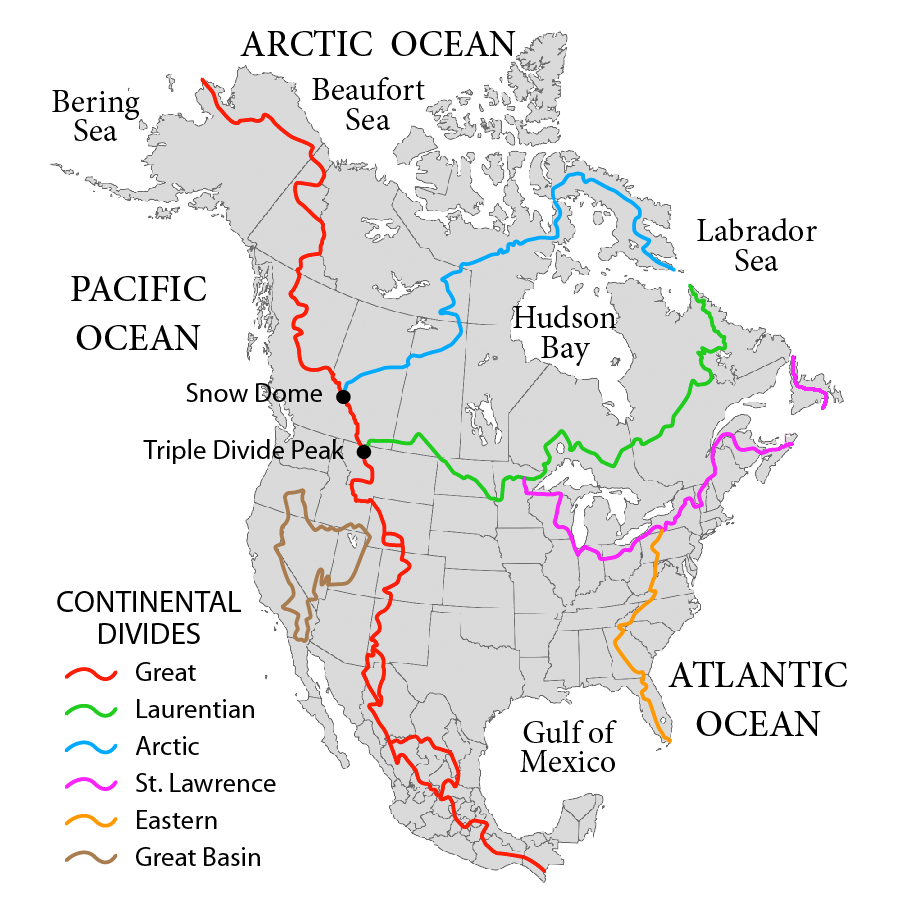
Cartina degli spartiacque idrologici del Nord America. Lo spartiacque continentale orientale (linea arancione) demarca due spartiacque dell'Oceano Atlantico: quello del golfo del Messico e quello della costa orientale. In rosso è tracciato lo spartiacque continentale delle Americhe.

Lo spartiacque continentale orientale (in inglese: Eastern Continental Divide, Eastern Divide o Appalachian Divide) è lo spartiacque situato nell'America settentrionale orientale che separa il bacino idrografico della costa orientale degli Stati Uniti d'America da quello più occidentale del golfo del Messico. Lo spartiacque taglia gli Stati Uniti dalla parte meridionale del lago Ontario fino alla penisola della Florida, e consiste di un terreno rialzato che comprende gli Appalachi a nord,  il Piedmont meridionale e le basse catene delle pianure atlantiche a sud. I flussi d'acqua che raccolgono piogge e nevicate, acque in uscita dai laghi, fiumi e torrenti sul lato orientale e meridionale dello spartiacque, finiscono nell'Oceano Atlantico; le acque sul versante occidentale e settentrionale dello spartiacque terminano nel golfo del Messico. Lo spartiacque continentale orientale è uno dei sei spartiacque idrografici continentali del Nord America, che definiscono diversi bacini idrologici, ognuno dei quali termina in una particolare massa d'acqua.

## Tracciato
Lo spartiacque continentale orientale ha origine nella parte settentrionale presso l'Eastern Triple Divide nel centro-nord della Pennsylvania, sulla cima chiamata "Triple Divide Peak", a 16,7 km a sud del confine tra Pennsylvania e stato di New York, circa 8 km a sud-ovest del comune di Ulysses, nella contea di Potter. Lo spartiacque passa attraverso l'Allegheny Plateau, costituendo il confine tra il fiume Allegheny ed il West Branch Susquehanna lungo quasi tutta la Pennsylvania. Presso Blue Knob, ad Altoona, lo spartiacque inizia a seguire i monti Allegani ed il monte Savage. Poche miglia prima del confine dello stato, lo spartiacque inizia a separare i bacini del Youghiogheny da quello del Potomac.

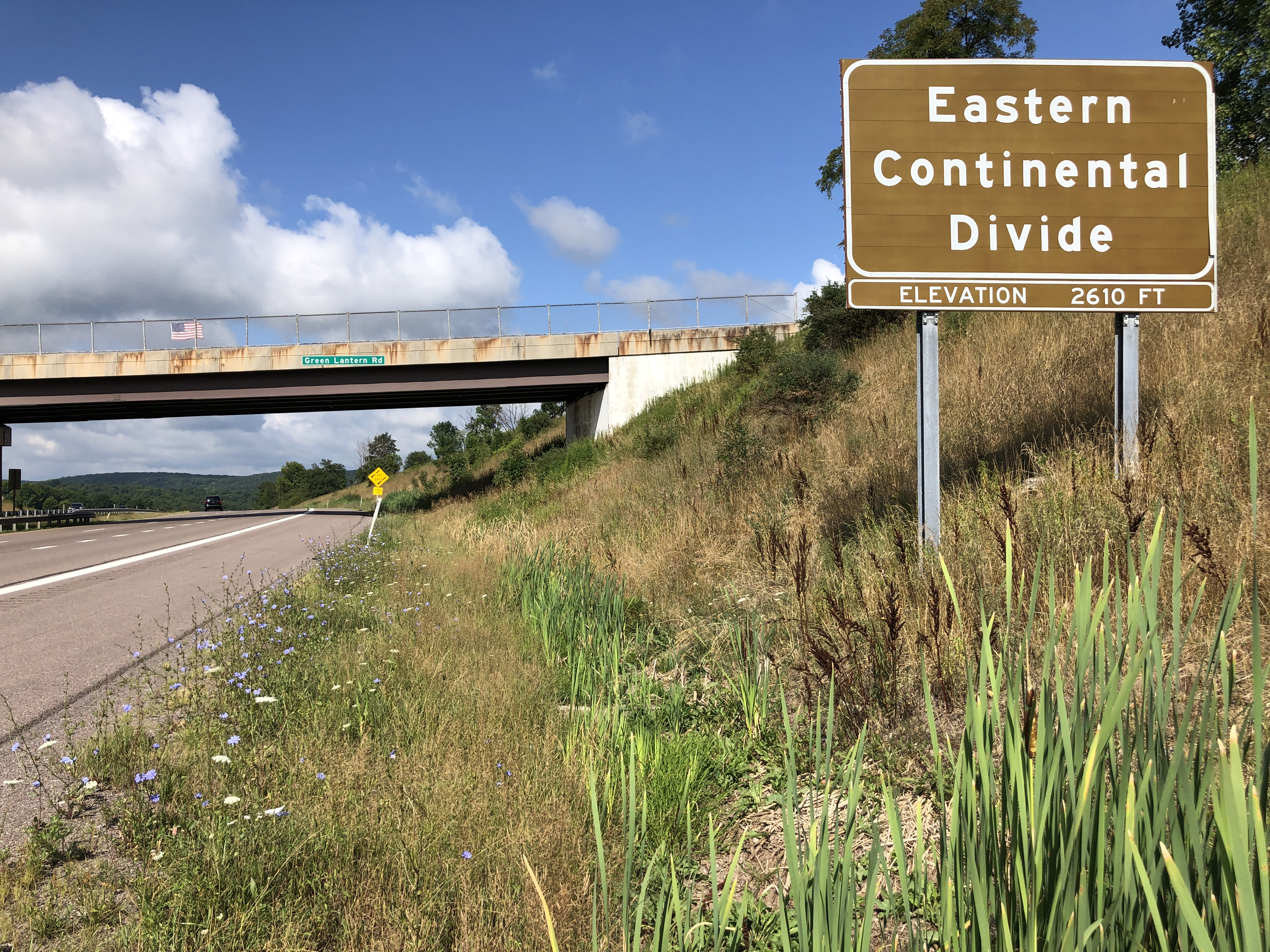
Cartello sulla Interstate 68 nella contea di Garrett che segna l'attraversamento dello spartiacque continentale orientale

Nel Maryland lo spartiacque corre ad ovest dell'Allegheny Front, seguendo il monte Backbone e passando presso la sorgente del North Branch Potomac River presso Fairfax Stone. Lo spartiacque passa poi attraverso una pianura dei monti Allegani nella Virginia Occidentale, passando tra il lembo settentrionale della valle di Canaan nel bacino del fiume Cheat, e il bacino del lago Mount Storm nel bacino del fiume Potomac. In seguito lo spartiacque si riunisce al fronte degli Allegheny.

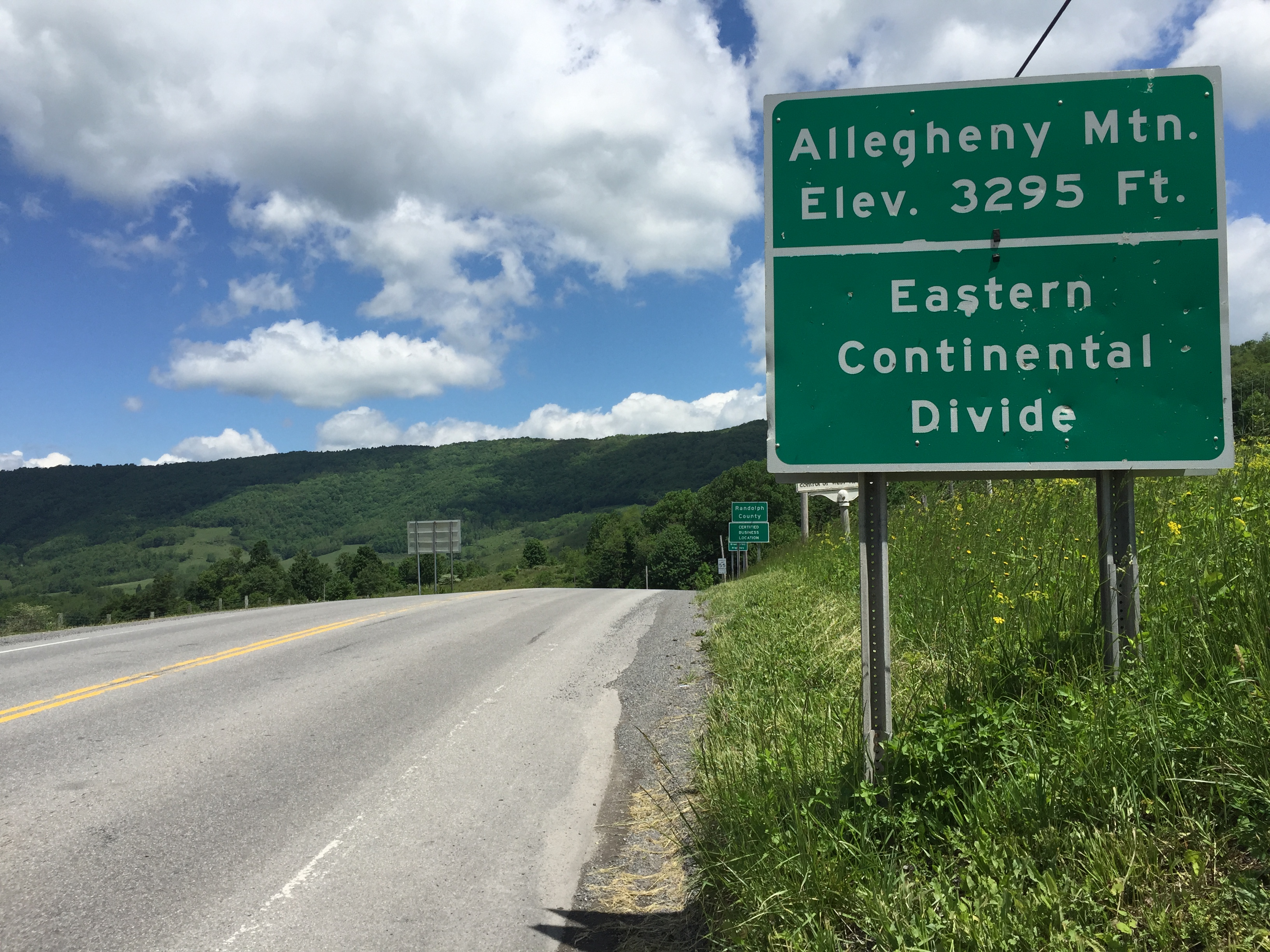
U.S. Route 33/West Virginia Route 55 che attraversa lo spartiacque nella Contea di Pendleton

Una parte significativa dello spartiacque costituisce il confine tra la Virginia Occidentale e la Virginia lungo i monti Allegani e poi il monte Peters, separando il bacino del Greenbrier da quello del fiume James. Forma poi un ampio arco ad est intorno alla valle del Sinking Creek e poi segue le creste collinari ad est di Blacksburg, finché non si congiunge ai monti Blue Ridge, prendendo la forma di una scarpata che separa i bacini del New River dal Roanoke.
Bacino del lago Okeechobee

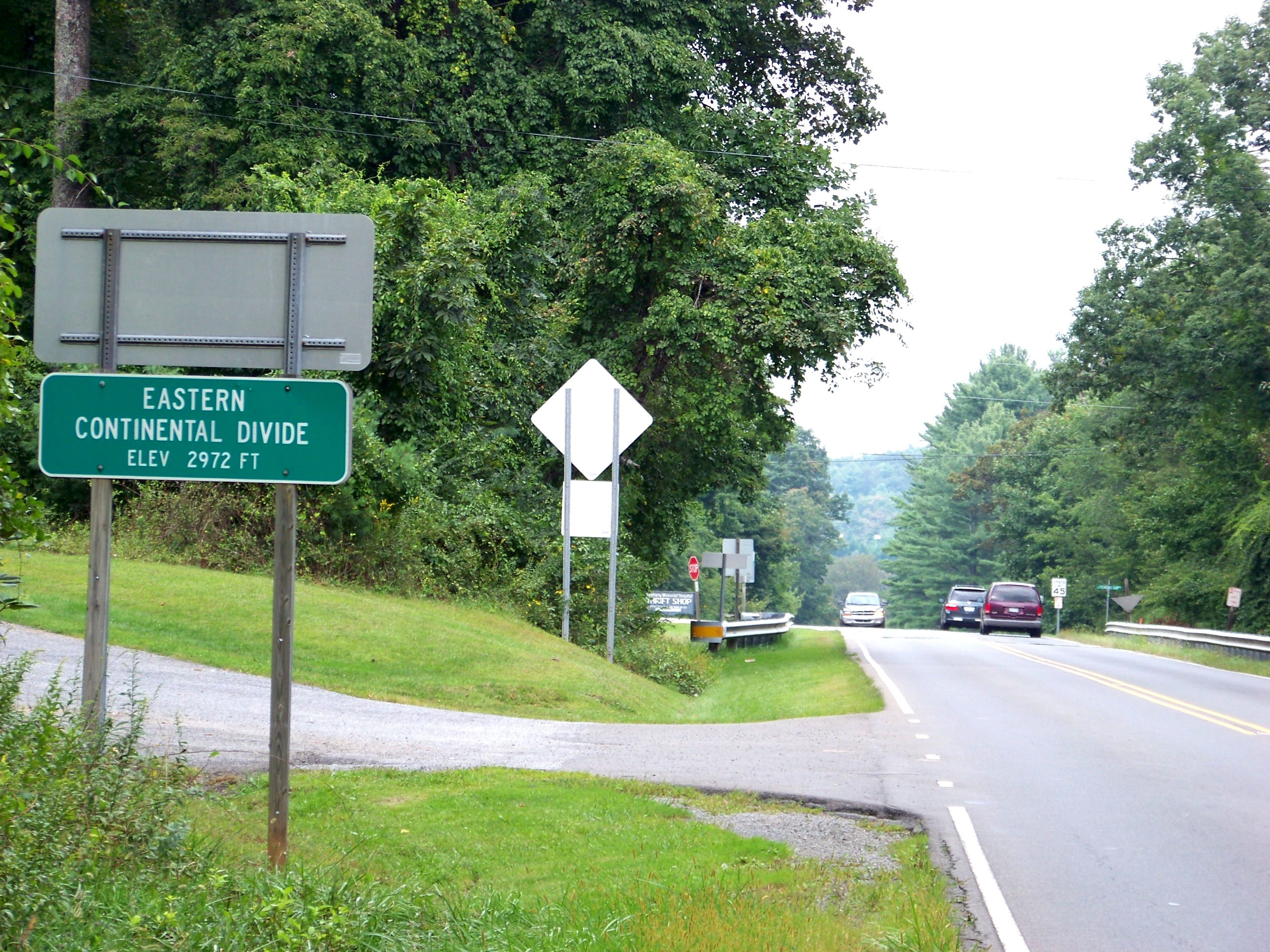
Lo spartiacque lungo la U.S. Route 21 nella Carolina del Nord

Appena prima di entrare nella Carolina del Nord, lo spartiacque inizia a separare i bacini del New River e del Yadkin; separa poi gli affluenti del fiume Tennessee da quelli del Santee. Il suo punto più alto si trova sul monte Grandfather, a 1.940 metri di altezza; il monte Mitchell, il punto più elevato degli Appalachi, non si trova sullo spartiacque, ma è a 4 miglia di distanza.
In Georgia lo spartiacque separa il bacino del fiume Apalachicola ad ovest da quello del Savannah e Altamaha ad est, passando per l'area metropolitana di Atlanta ed estendendosi verso il margine meridionale degli Appalachi sud-orientali attraverso il plateau della Georgia. Questo è il primo punto in cui il bacino occidentale immette direttamente nel golfo del Messico senza prima passare per il fiume Ohio. Nella Georgia meridionale, separa il bacino del Suwannee da quello del Satilla.
In Florida lo spartiacque segue il margine occidentale del fiume Saint Johns, insinuandosi nella Florida settentrionale finché non raggiunge la parte centrale dello stato, terminando al limite settentrionale del bacino del Kissimmee, situato al margine nord del bacino del lago Okeechobee. Mentre si potrebbe considerare l'estensione dello spartiacque fino al margine meridionale della Florida, a sud del lago Okeechobee vi sono in realtà le Everglades, che si estendono in lunghezza e larghezza per tutta la penisola; esse sono delle paludi stagionali che convogliano l'acqua verso un "fiume" non ben definito lungo 100 miglia e largo 60, che porta verso sud al golfo del Messico.
Anche se lo spartiacque è solitamente associato con le alte elevazioni, al suo margine meridionale, nel bacino del fiume Kissimmee in Florida, l'elevazione è di soli 20 metri circa sul livello del mare, presso le sorgenti del Boggy Creek, appena a sud dell'Aeroporto Internazionale di Orlando. Lo spartiacque non coincide neanche con le più alte cime delle catene montuose che attraversa, perché le correnti possono fluire tramite passi o interruzioni della catena, e il terreno da un lato della catena può riversare dall'altro lato e pertanto verso l'altro bacino; questo accade in diversi punti. Lo spartiacque continentale orientale non è sempre fisso e immutato, ma può variare a causa dell'erosione, degli spostamenti tettonici e anche per le attività antropiche come gli scavi dei tunnel, le dighe o la costruzione di strade.